# Нестерово (Старицкий район)
Не́стерово — деревня в Старицком районе Тверской области. Относится к сельскому поселению «Паньково».
Расположена в 35 километрах к северо-востоку от районного центра Старица, на левом берегу Волги, на речке Талице. Деревню пересекает автодорога «М10 — Большие Борки — Нестерово — Черничено» (Тверь-Старица).

## Население
| 2008 | 2010 |
| ---- | ---- |
| 75   | ↘70  |

## История
С XVII века во владении дворян Панафидиных. По разделу имения в 1826 году деревня Нестерово с 80 душами крепостных досталось мореплавателю Захару Ивановичу Панафидину.
Во второй половине XIX — начале XX века деревня Нестерово относилась к Андреевскому приходу Тредубской волости Старицкого уезда. В 1859 году — 50 дворов, 244 жителей, в 1886 — 65 дворов, 380 жителей, водяная мельница, винная и мелочная лавки; промыслы: рыболовство, охота, отхожие (пастухи, рабочие).
В 1919 году в Нестерово 75 дворов, 506 жителей; культпросвет кружок, потребительское общество, мельница. В 1921 году Нестерово — центр одноимённого сельсовета Бродовской волости Старицкого уезда, в 1925 — Тредубской волости Тверского уезда.
С 1929 по 1956 год деревня входила в состав Емельяновского района Калининской области.
Во время Великой Отечественной войны Нестерово было оккупировано гитлеровскими войсками в октябре, освобождено войсками Калининского фронта в декабре 1941 года.
С 1963 года деревня — центр сельсовета Старицкого района. В 1970-80-е годы Нестерово — центральная усадьба совхоза «Прогресс». В 1997 году — 30 хозяйств, 81 житель.
В 1994-2006 годы деревня - центр Нестеровского сельского округа, в 2006-2012 — в составе Васильевского сельского поселения.

## Известные люди
- В 1786 году в Нестерово родился Захар Иванович Панафидин (Понафидин) — русский морской офицер, дважды совершивший кругосветное плавание.

- В 1921 году в Нестерово родился Ефрем Иванович Зверьков — народный художник СССР.